# Courtils
Courtils ist eine französische Gemeinde mit 219 Einwohnern (Stand: 1. Januar 2022) im Département Manche in der Region Normandie. Sie gehört zum Arrondissement Avranches und zum Kanton Pontorson. 
Sie grenzt im Nordwesten an den Ärmelkanal, im Nordosten an Céaux, im Südosten an Servon und im Südwesten an Huisnes-sur-Mer. Zwischen der Gemeindegemarkung und dem offenen Meer liegt eine Strandfläche. 

## Einwohnerzahlen
| Jahr      | 1962 | 1968 | 1975 | 1982 | 1990 | 1999 | 2008 | 2018 |
| --------- | ---- | ---- | ---- | ---- | ---- | ---- | ---- | ---- |
| Einwohner | 275  | 273  | 231  | 224  | 271  | 257  | 247  | 230  |

## Sehenswürdigkeiten

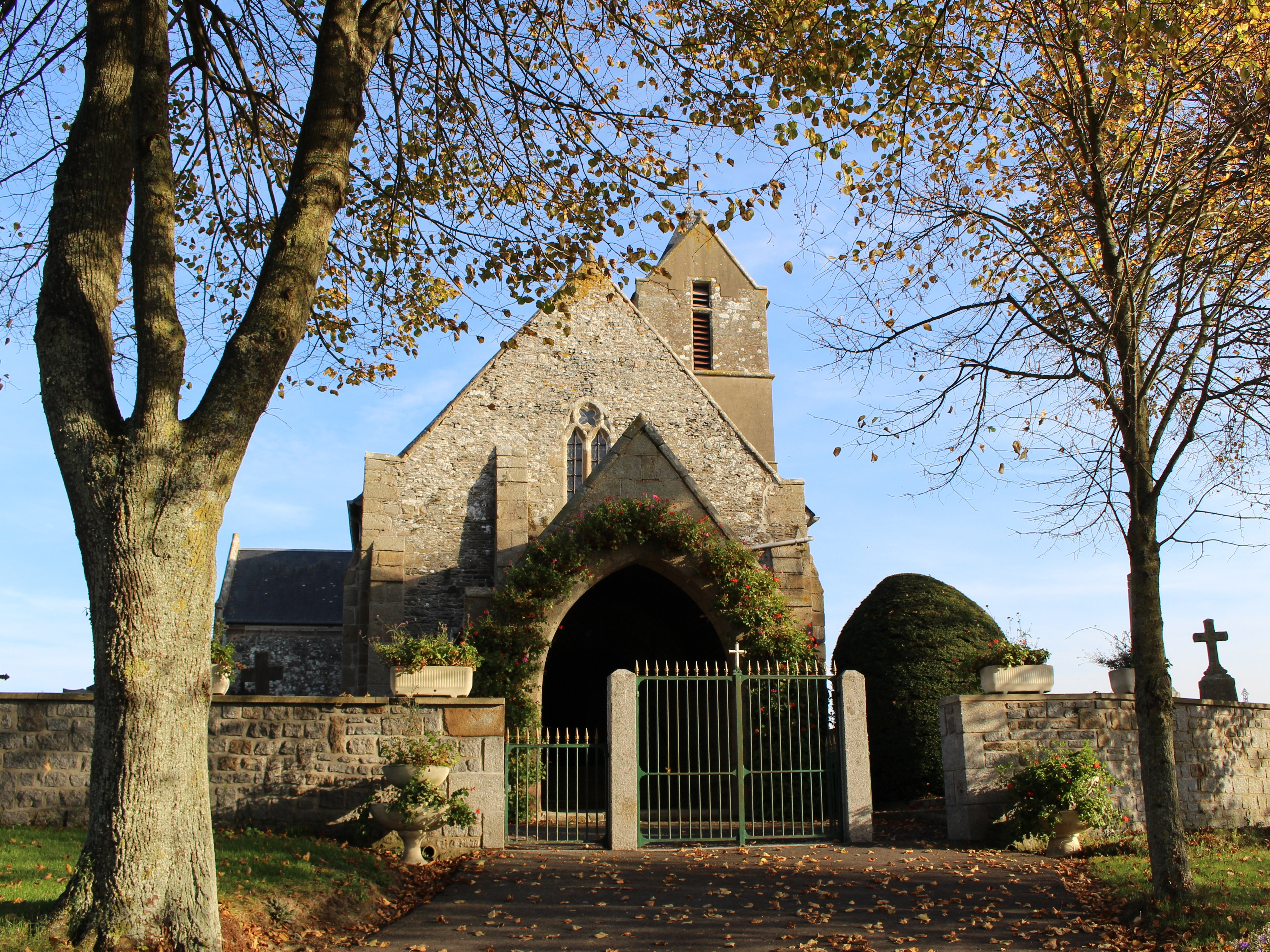
Kirche Saint-Pierre

- Kriegerdenkmal
- Kirche Saint-Pierre